# Hans Peter Adamski

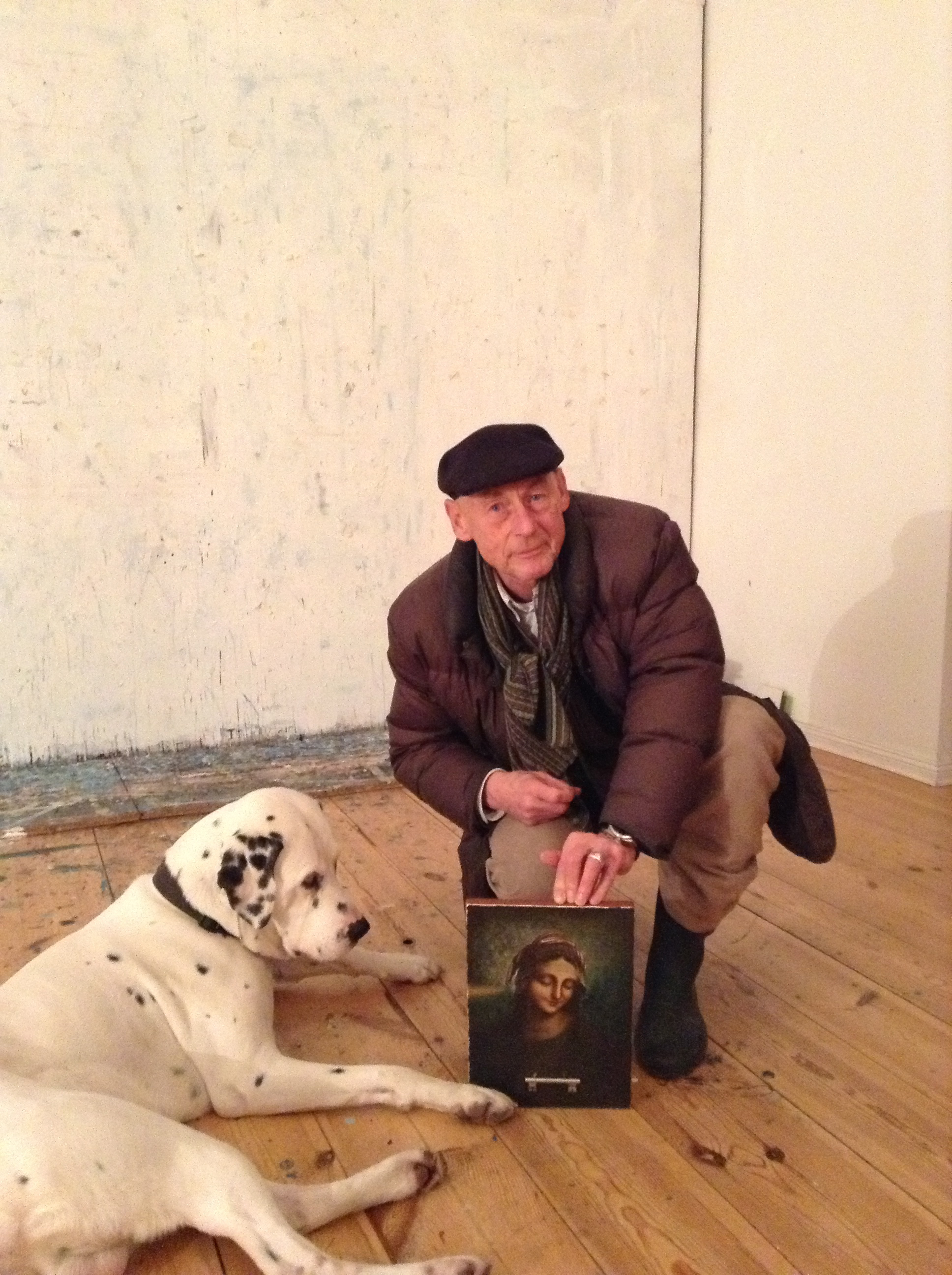
Hans Peter Adamski, 2013

Hans Peter Adamski (* 7. Mai 1947 in Kloster Oesede, Niedersachsen) ist ein deutscher Maler und Grafiker. Er wurde in den frühen 1980er Jahren als Mitglied der Künstlergruppe Mülheimer Freiheit bekannt.

## Leben und Werk
Nach einer Lehre in einem Architekturbüro, die er 1973 abschloss, studierte er an der Fachhochschule für visuelle Kommunikation in Münster und an der Kunstakademie Düsseldorf u. a. bei Joseph Beuys. Von 1974 bis 1979 unternahm er Reisen nach Indien, Afghanistan und Indonesien und arbeitete zeitweise in Italien, Frankreich und den USA.
Er war von 1998 bis 2013 als Professor und Dekan an der Hochschule für Bildende Künste Dresden tätig. Adamski lebt und arbeitet in Berlin und Dresden. Er wird vertreten von der Galerie Brigitte Schenk, Köln.
2001 realisierte Adamski die Wandarbeit „Der Gordische Knoten“ im Jakob-Kaiser-Haus des Deutschen Bundestages in Berlin. Sie besteht aus 3 gemalten Scherenschnitten von jeweils 12 m Breite und 4 m Höhe.
2013 gewann Adamski den 1. Platz einer Ausschreibung für die Gestaltung der Empfangshalle für Staatsgäste des Auswärtigen Amtes im Flughafen Berlin-Schönefeld. Geplant ist eine zweiteilige Arbeit auf einer Wand von 80 m Länge und 9 m Höhe. Der Entwurf zu den „Gedankenwolken“ sieht zwei Motive von 3,5 m × 17,5 m und 5 m × 14 m vor. Das Projekt wird voraussichtlich Anfang 2015 realisiert.
Adamski gehört zu den wichtigsten Vertretern der Neuen Wilden der 1980er Jahre, einer Zahl junger Künstler, die die Malerei als Medium rehabilitierten und etwa zeitgleich in Italien, Deutschland und den USA für Furore sorgten. In Deutschland zählt hier die Künstlergruppe Mülheimer Freiheit zu den Protagonisten, zu welcher neben Peter Adamski die Künstler Peter Bömmels, Gerhard Naschberger, Walter Dahn, Jiří Georg Dokoupil und Gerard Kever gehörten.
Namensgebend für die 1979 gegründete Gruppe, die sich eher als lose Gruppierung ohne festes Programm verstand, war das Hinterhofatelier in dem Haus „Mülheimer Freiheit Nr. 110“ in Köln-Mülheim, in der sich das Atelier der Künstler befand.
Nach der Auflösung der Mülheimer Freiheit 1984 entwickelte Adamski sein Œuvre kontinuierlich weiter und hat bereits zahlreiche Werkgruppen geschaffen, in denen er verschiedene konzeptuelle und ästhetische Positionierungen durchspielt. Während Malerei nach wie vor den Schwerpunkt bildet, arbeitet er dabei auch in Gattungen wie Grafik, Skulptur, Plastik etc. und experimentiert mit unterschiedlichen Materialien, unter anderem Stoff, Gips, oder Flokati. Bereits seit den 1980er Jahren stellen Scherenschnitte ein charakteristisches Medium seines Schaffens dar.
Die Werkgruppen sind häufig durch motivische Themen geprägt, beispielsweise erotische Szenen, Blumenmotive, religiöse Symbole, eingefügte Textfragmente et cetera, aber auch durch wiederholte formale Parameter, wie bei den „Schwarz-blauen Bildern“ oder den „Quadraten“. Die Arbeiten überschreiten die Kategorien „abstrakt“ und „figurativ“ und suchen nach einer Bildsprache, die sich klaren Festschreibungen entzieht.
Aus Anlass seines 60. Geburtstages erschien 2007 die persönlich erzählte Biografie Wenn das Perlhuhn leise weint. Bonjour Adamski mit über hundert Abbildungen, einem Querschnitt durch das Gesamtwerk Adamskis.
2010 realisierte der Kurator der Swiss Art Institution, Rolf Lauter, in der Forsthaus Villa Karlsruhe eine umfangreiche Ausstellung mit 25 großformatigen Bildern Adamskis unter dem Titel „Sehnsuchtsquadrate“. Adamski malte für diese Ausstellung und das Foyer der Villa ein 4 × 6 m großes Deckenbild mit dem Titel „Fischers Nachtgesang“.
Zitate Hans Peter Adamski:

„In meinen Bildern möchte ich mir selbst fremd werden. Widersprüchliche Empfindungen ziehen mich ungemein an. Ich möchte Bilder malen, die ich nicht verstehe.“
„Mich reizt es, meine Identität einzusetzen und ihr synchron eine Ohrfeige zu verpassen.“
Hans Peter Adamskis Werke sind u. a. in folgenden Sammlungen vertreten: Sammlungen Kunstmuseum Bern; Stadtmuseum Köln; Kunstmuseum Basel; Landesmuseum Darmstadt; Sammlung Sonnabend New York; Lenbachhaus München; Folkwang Museum Essen; Kunstmuseum Bonn; Museum Wesertorburg Bremen; Sammlung Alfred Neven DuMont Köln; Sammlung Burda München; Sammlung Fondation Corboud Köln Montreux; Museet for Samtidskunst Roskilde, Dänemark; Museum Villa Haiss, Zell a.H.; Sammlung Sachs London; Sammlung Hoor Qasimi, Arabisches Emirat Sharjah.
Neben der Kunst hat Hans Peter Adamski auch eine große Affinität zur Mode. 1984 organisierte der Stern eine Bilderstrecke zum Thema Bildende Kunst und Mode. 10 Künstler, wie beispielsweise Roy Lichtenstein, Salomé und George Condo wurden mit dem Entwurf eines Kleides im Grenzbereich zwischen Mode und Kunst beauftragt. Hans Peter Adamski schuf hierfür ein Kleid aus rohem Filetfleisch.
Im gleichen Jahr entwarf Adamski für das Kunstmagazin Art ein Barockkleid, für das er hunderte tiefgefrorene Sardinen zusammenfügte.

## Einzelausstellungen (Auswahl)
- Sonnabend Gallery, New York, USA
- Bonnefantenmuseum, Maastricht, NL
- Städtisches Kunstmuseum, Bonn, D
- European Institute of Public Administration, Maastricht, USA
- Horsens Kunstmuseum, Lunden, DK
- Goethe-Institut Rotterdam, NL
- Nationalgalerie Dakar, Senegal
- Mannheimer Kunstverein, D
- Landesmuseum Joanneum, Graz, A
- Museo di Arte Sacra San Francesco, Greve in Chianti, IT
- Swiss Art Institution, Karlsruhe D

## Gruppenausstellungen (Auswahl)
- Leo Castelli Graphics, New York, USA
- Galerie Maeght, Paris, F
- Mülheimer Freiheit, „Nieuwe duitse Kunst“, Groninger Museum, NL
- „De la Photographie“, Goethe-Institut, Paris, F
- „Bildwechsel“, Neue Malerei aus Deutschland, Akademie der Künste, Berlin, D
- „Die heimliche Freiheit“, Kunstverein Freiburg, D
- Mülheimer Freiheit, „Die Seefahrt und der Tod“. Kunstverein Wolfsburg, D
- „Finger für Deutschland“, Atelier Immendorff, Düsseldorf, D
- „10 junge Künstler aus Deutschland“ Museum Folkwang, Essen, D
- „12 Künstler aus Deutschland“, Kunsthalle Basel, CH, Museum Boymanns-van Beuningen, Rotterdam, NL
- „Expressionisten - Neue Wilde“, Museum am Ostwall, Dortmund, D
- Die Sammlung FER, Museum Folkwang, Essen, D
- „Absprünge“, Kunsthalle Hamburg, Bundesverband der Deutschen Industrie, D
- Sammlung Metzger, Kunsthalle Budapest, U
- „Zwischenbilanz“ Neue Deutsche Malerei, Neue Galerie am Joanneum, Graz, A
- Villa Stuck, München, D
- Rheinisches Landesmuseum, Bonn, D
- „1000 Jahre Mülheimer Freiheit“, Stadtmuseum Köln, D
- Kunst des 20. Jahrhunderts, Hessisches Landesmuseum Darmstadt, D
- Biennale di Venezia, Venedig, I
- First Street Forum, St. Louis, USA
- Sammlung Toni Gerber, Kunstmuseum Bern, CH
- Mülheimer Freiheit Group, Milwaukee Art Museum, USA
- Museum van Bommel van Dam, Venlo, NL
- „Künstler aus Köln“, DuMont Kunsthalle, Köln
- „Das Gedächtnis öffnet seine Tore“, Die Kunst der Gegenwart im Lenbachhaus, München
- „Nicht Ruhe geben bevor die Erde quadratisch ist“, Kunstverein Mannheim, Sammlung Marli Hoppe-Ritter
- „Obsessive Malerei“, Ein Rückblick auf die „Neuen Wilden“, ZKM, Karlsruhe
- „Fremdheit, Identität, Begegnungen“, Rautenstrauch-Joest Museum, Köln
- „Where are you standing“, Sammlung Paul Maenz, Kupferstichkabinett Berlin
- „Die Erfindung der Neuen Wilden – Malerei und Subkultur um 1980“, Ludwig Forum, Aachen
- „POSTCARD RELOADED“, Europäischer Kunstverein im Kunstraum Potsdam c/o Waschhaus

## Filme
- Martin Kippenberger und Co – Ein Dokument. „Ich kann mir nicht jeden Tag ein Ohr abschneiden“. Buch und Regie: Jaqueline Kaess Farquet. München 1985/2010. DVD. 25 min., Independent Artfilms